# جامي رييد
جامي رييد (13 أغسطس 1987 بتشستر في المملكة المتحدة - ) (بالإنجليزية: Jamie Reed)‏ هو لاعب كرة قدم بريطاني في مركز الهجوم. لعب مع ذا نيو سينتس وغلينتوران وكامبريدج يونايتد ونادي آبريستويث تاون ونادي بانغور سيتي ونادي ريكسهام ونادي ريل ونادي لاندودنو ونادي يورك سيتي ونادي جنوب ملبورن وWales national semi-professional football team ‏ ونادي تاموورث وChester F.C. ‏ وColwyn Bay F.C. ‏ وDandenong Thunder SC ‏.

## وصلات خارجية
- جامي رييد على موقع قاعدة بيانات كرة القدم.إي يو (الإنجليزية)
- جامي رييد على موقع Soccerbase.com (لاعب) (الإنجليزية)
- جامي رييد على موقع Soccerway.com (الإنجليزية)